# سحلباوات جرابية
السحلباوات الجرابية أو السحلباوات الخُفّية (الاسم العلمي: Cypripedioideae) هي أسرة من النباتات تتبع الفصيلة السحلبية من رتبة الهليونيات.

## أجناس السحلباوات الجرابية
- خُفُّ السَّيدة
- خف المكسيك
- خُفُّ الزُهَرة
- خُفُّ القَمَر
- الحَوْجَزَاء